# Felt Mountain
A 2000-es Felt Mountain a Goldfrapp duó debütáló nagylemeze. Az albumon több különböző műfaj hatása megfigyelhető.
Az Egyesült Királyságban az 57. helyig jutott, 2001 októberében pedig megkapta az arany minősítést. A kritikusok pozitívan fogadták. 2001-ben jelölték a Mercury Prize-ra. Szerepel az 1001 lemez, amit hallanod kell, mielőtt meghalsz című könyvben.

## Az album dalai
|    | Cím           | Szerző(k)                                  | Hossz |
| -- | ------------- | ------------------------------------------ | ----- |
| 1. | Lovely Head   | Alison Goldfrapp, Will Gregory             | 3:49  |
| 2. | Paper Bag     | Goldfrapp, Gregory                         | 4:05  |
| 3. | Human         | Tim Norfolk, Bob Locke, Goldfrapp, Gregory | 4:36  |
| 4. | Pilots        | Goldfrapp, Gregory                         | 4:29  |
| 5. | Deer Stop     | Goldfrapp, Gregory                         | 4:06  |
| 6. | Felt Mountain | Goldfrapp, Gregory                         | 4:17  |
| 7. | Oompa Radar   | Goldfrapp, Gregory                         | 4:42  |
| 8. | Utopia        | Goldfrapp, Gregory                         | 4:18  |
| 9. | Horse Tears   | Goldfrapp, Gregory                         | 5:10  |

## Közreműködők
- Alison Goldfrapp – ének, háttérvokál, fütty, billentyűk
- Nick Batt – szintetizátor, basszusgitár, ütőhangszerek; programozás, keverés, hangmérnök
- Will Gregory – szintetizátor, billentyűk, vonósok és fúvósok hangszerelése
- Adrian Utley – basszusgitár
- Tony Orrell, John Parish – dob
- Rowen Oliver – ütőhangszerek
- Andy Bush – szárnykürt
- John Cornick – harsona
- Stuart Gordon – hegedű, brácsa
- B. Waghorn – szaxofon
- Rowen Oliver – vonós hangszerek
- Dave Bascombe, Kevin Paul – keverés
- David Lord, Kevin Paul – hangmérnök
- John Dent – mastering

## Fordítás
Ez a szócikk részben vagy egészben a Felt Mountain című angol Wikipédia-szócikk ezen változatának fordításán alapul.  Az eredeti cikk szerkesztőit annak laptörténete sorolja fel. Ez a jelzés csupán a megfogalmazás eredetét és a szerzői jogokat jelzi, nem szolgál a cikkben szereplő információk forrásmegjelöléseként.